# C6H17N3
化学式C6H17N3（摩尔质量：131.22 g/mol）可能指：
- 降亚精胺，CAS号：56-18-8
- 1,3,6-己三胺，CAS号：55911-96-1

|  | 这个同类索引页列出了具有相同分子式的化学物（即同分異構體）条目。 除非您是有意链接至本页，否则应将相应条目的内部链接指向正确的条目。 |